# Andrea Rivasi
Andrea Rivasi (Calerno, 30 aprile 1758 – Montechiarugolo, 4 ottobre 1796) è stato un patriota italiano, considerato il primo caduto risorgimentale dagli storici che individuano l'inizio del movimento finalizzato all'unità nazionale italiana nella prima campagna napoleonica.

## Biografia
Andrea Rivasi nacque a Calerno, frazione del comune di Sant'Ilario d'Enza, in provincia di Reggio nell'Emilia, da Maria Cavecchi e Giovanni Rivasi, che morì qualche anno dopo la sua nascita. In seguito, negli anni dell'adolescenza, andò ad abitare insieme alla madre nella vicina Cavriago. Qui conobbe Teresa Pattacini, che sposò il 18 giugno 1782. Da Teresa ebbe diversi figli, di cui solamente due sopravvissero fino all'età adulta.

### La battaglia di Montechiarugolo e la morte

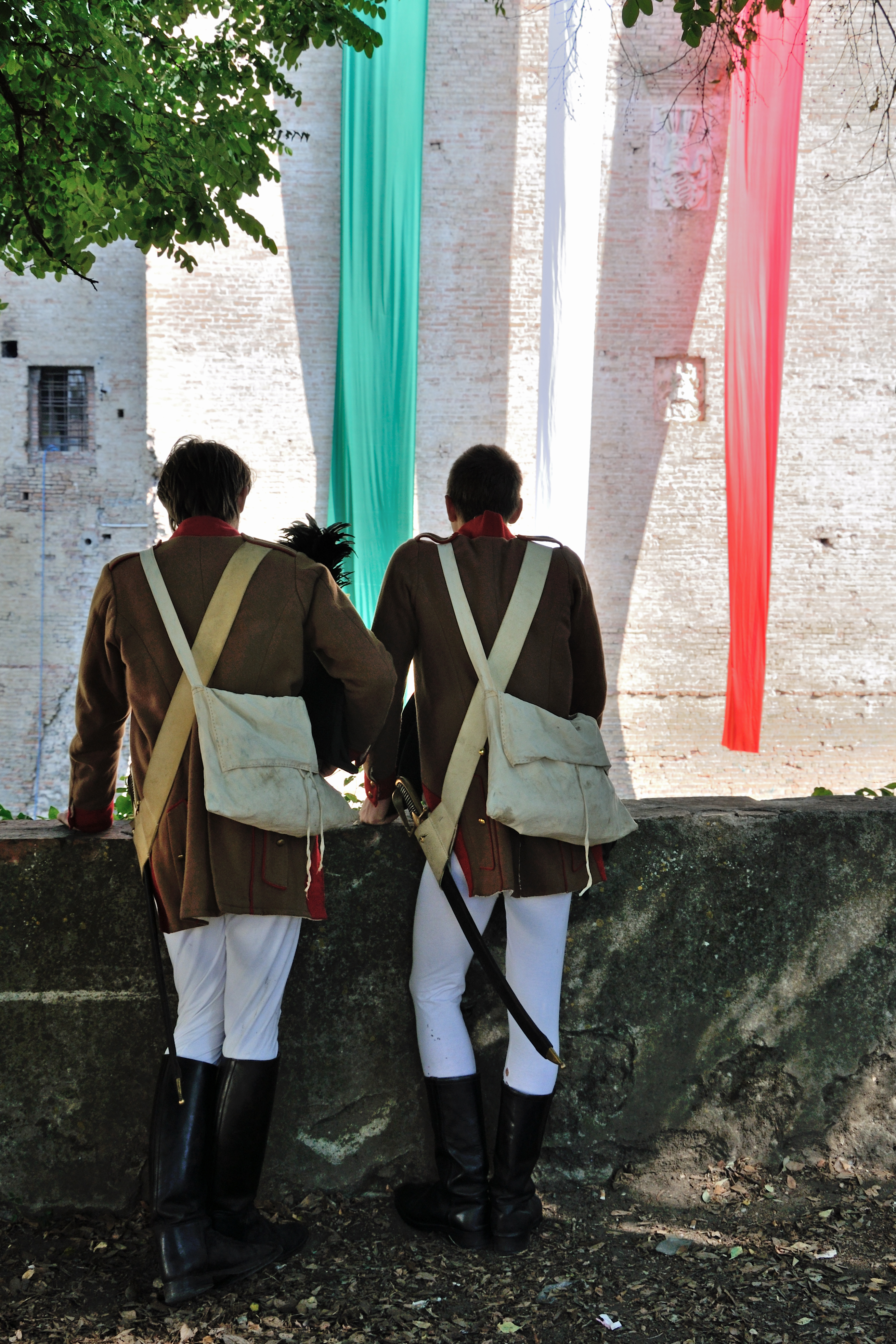
Due figuranti attendono l'inizio della rievocazione storica della battaglia di Montechiarugolo

Durante la prima campagna d'Italia napoleonica fu costituita la Guardia civica della città di Reggio nell'Emilia: questa formazione militare, interamente formata da soldati reggiani e aiutata da un piccolo gruppo di granatieri francesi, sconfisse, il 4 ottobre 1796, un drappello di 150 soldati austriaci presso Montechiarugolo, comune della moderna provincia di Parma. La vittoria fu così importante - sia da un punto di vista politico che simbolico - che Napoleone Bonaparte fece un encomio ufficiale ai soldati reggiani protagonisti dello scontro.
La genesi della battaglia di Montechiarugolo (4 ottobre 1796) ebbe origine il 30 settembre precedente, quando a Reggio nell'Emilia giunse la notizia che una colonna di 144 soldati austriaci stava transitando nei pressi del comune reggiano di Correggio. La Guardia civica di Reggio nell'Emilia, coadiuvata da un piccolo gruppo di granatieri francesi, la mattina del 4 ottobre intercettò questa colonna austriaca a Vignale, frazione del comune parmense di Traversetolo, dove ebbe luogo un combattimento senza spargimento di sangue che portò, da un punto di vista militare, a un nulla di fatto. Della Guardia civica reggiana faceva parte Andrea Rivasi, che apparteneva a quella parte della milizia formata da soldati provenienti da Cavriago.
Gli austriaci decisero quindi si asserragliarsi nel castello di Montechiarugolo ma senza riuscire a spezzare l'assedio dei franco-italiani: ben presto gli assediati si arresero consegnandosi al nemico come prigionieri. Per quanto riguarda i caduti nelle file austriache le fonti sono discordanti, mentre ci fu un solo morto tra le truppe franco-italiane: Andrea Rivasi, che spirò verso mezzogiorno ucciso da un colpo di fucile esploso dagli austriaci. 

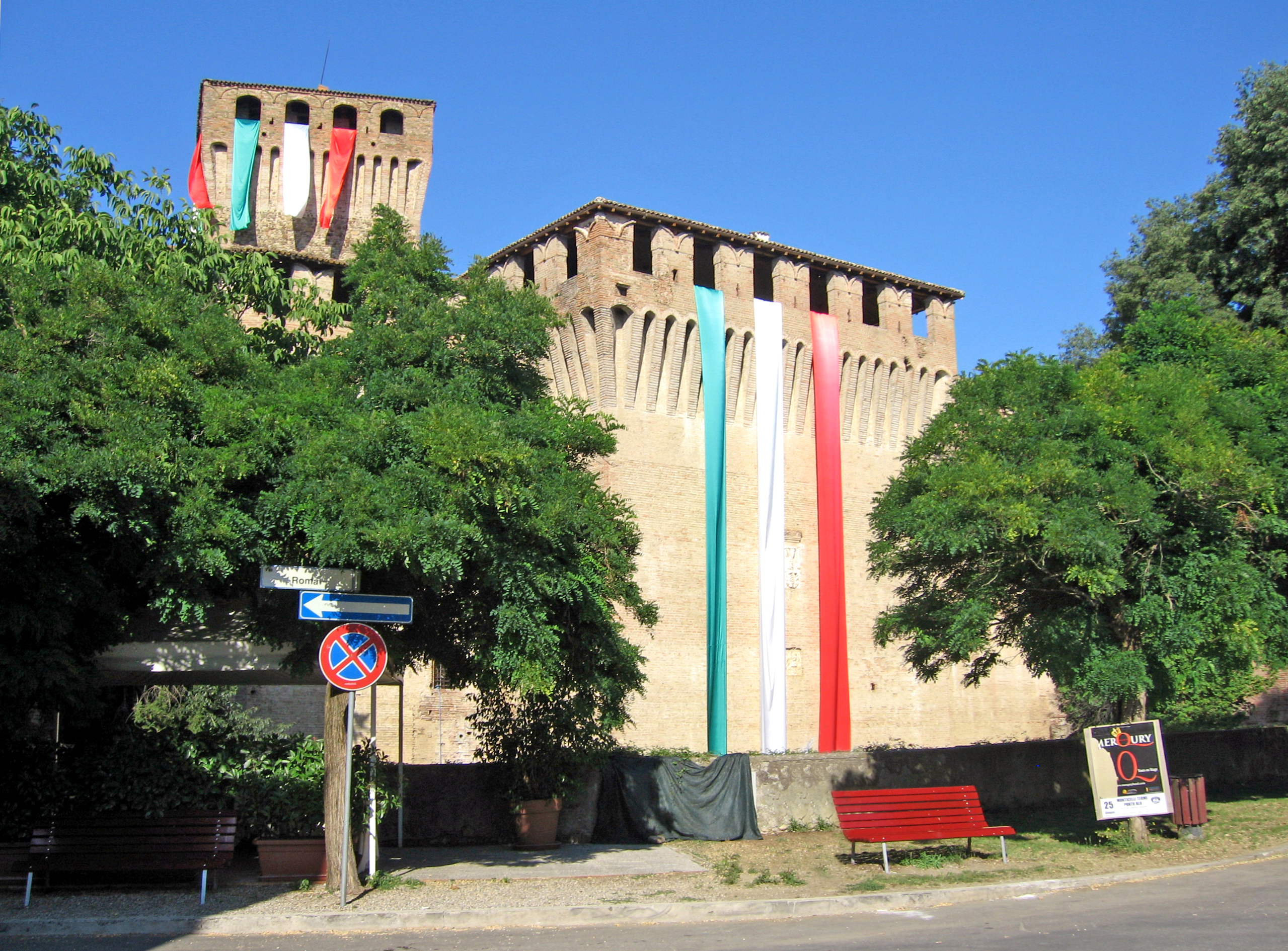
Il castello di Montechiarugolo in occasione del 150º anniversario dell'Unità d'Italia

In seguito il corpo di Andrea Rivasi venne caricato su un cavallo e trasportato nella chiesa del convento di Santa Maria delle Grazie di Montechiarugolo, dove venne sepolto. Don Giovanni Romei, prevosto di Montechiarugolo, sui registri parrocchiali, a tal proposito scrisse:
(Don Giovanni Romei, prevosto di Montechiarugolo)
La città di Reggio nell'Emilia diede poi alla vedova di Rivasi una pensione mensile di 22,10 lire reggiane, che venne erogata fino al compimento del 14º anno dei due figli. Uno dei due, Celestino, all'età di 9 anni fu accolto nell'albergo dei poveri di Reggio nell'Emilia. Come riconoscimento simbolico allo scontro di Montechiarugolo Napoleone suggerì ai deputati delle città cispadane (Reggio nell'Emilia, Modena, Bologna e Ferrara) di riunire il loro primo congresso, che sarebbe dovuto avvenire il 27 dicembre 1796, a Reggio: in una successiva seduta del congresso, che ebbe poi luogo nella Sala del Tricolore il 7 gennaio 1797, nacque la bandiera d'Italia.
Il 31 luglio 1943, dopo la caduta del fascismo, il comune di Cavriago ha intitolato la sua strada principale ad Andrea Rivasi. Il 2 ottobre 2011 la municipalità di Cavriago, in occasione del 150º anniversario dell'Unità d'Italia, ha posto una lapide commemorativa in ricordo al sacrificio di Andrea Rivasi per la causa risorgimentale.

### Esplicative
1. ↑  È di questo avviso, fra gli altri, Alberto Mario Banti, che individua nel triennio 1796-1799 «il momento in cui si posero le fondamenta dei principi ideali che animarono l'idea risorgimentale» (Il Risorgimento italiano, Roma-Bari, Editori Laterza, 2004, p. XI. ISBN 978-88-420-8574-4

### Bibliografiche
1. ↑  Villa, p. 43.
2. ↑  Busico, p. 209.
3. ↑  Busico, pp. 209-210.
4. 1 2 3 4 5 6 7 8 9   Nota biografica su Andrea Rivasi, primo caduto per l'indipendenza italiana, morto a Montechiarugolo (4 ottobre 1796) (PDF), su comune.cavriago.re.it. URL consultato il 19 aprile 2017.
5. ↑  Busico, p. 210.
6. 1 2   Cavriago omaggia Rivasi, martire del Risorgimento, su 24emilia.com. URL consultato il 19 aprile 2017 (archiviato dall'url originale il 20 aprile 2017).